# Arme blanche
Pour les articles homonymes, voir Blanche.

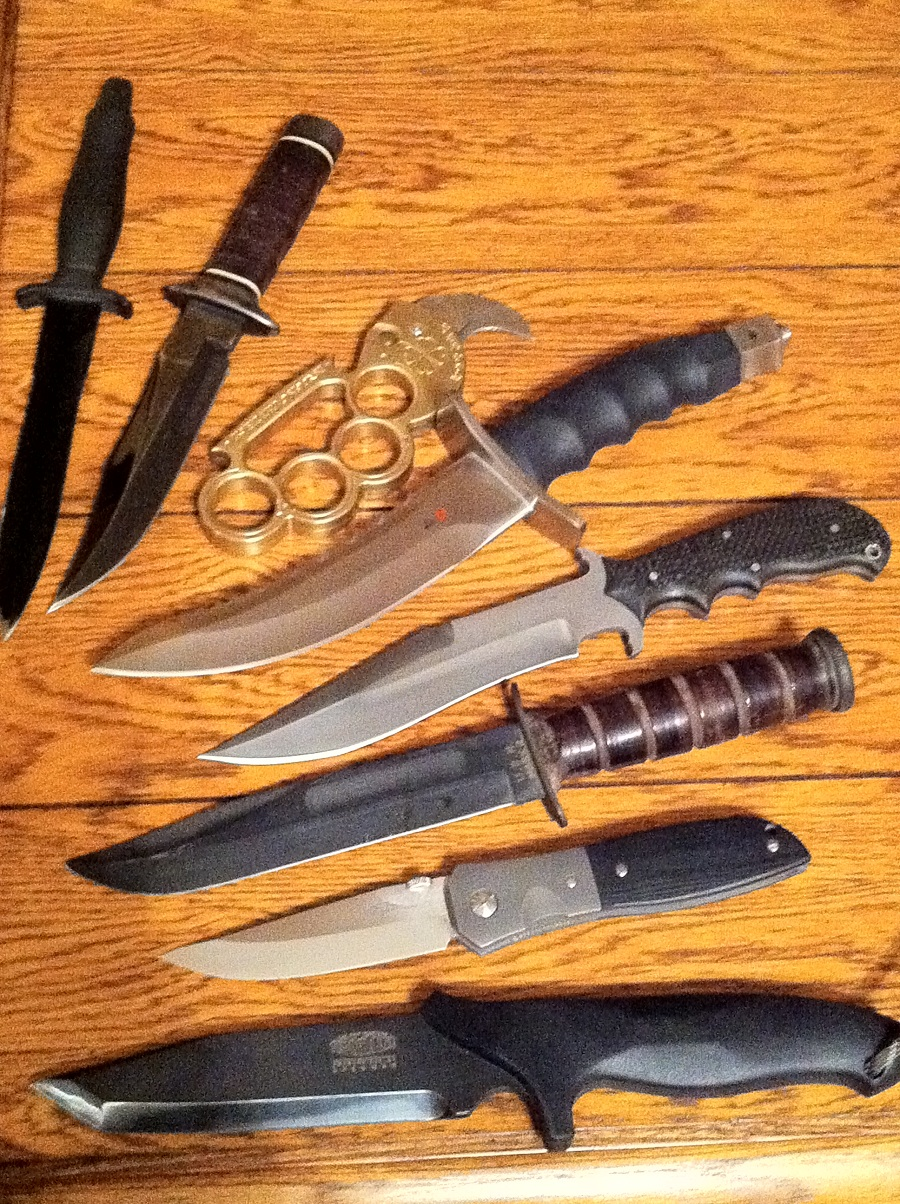
Un assortiment d'armes blanches contemporaines.

Une arme blanche est une arme tranchante, perforante ou brisante dont la mise en œuvre n'est due qu'à la force humaine ou à un mécanisme auquel elle a été transmise, à l'exclusion d'une explosion (à l'inverse de l'acte de combustion comme dans une arme à feu), et ceci qu'elle soit constituée de bois, de pierre, d'os, d’arête, de métal ou de matériaux composites.
Les armes de jet qui ne contiennent pas de poudre à canon ou de matières explosives et les armes de mêlée (en) sont des armes blanches.

## Législation
En France, après avoir longtemps été désignées comme armes de sixième catégorie, elles sont classées dans les armes de catégorie D (article R311-2 du Code de la sécurité intérieure, Loi n° 2012-304 du 06/03/2012 et Décret 2013-700 du 30/07/2013) dont l'acquisition et la détention sont libres. 
De nombreux outils peuvent être considérés comme des armes par destination.

## Exemples
Liste non-exhaustive.
- Arme d'hast (à hampe) :
  - Anicroche
  - Bardiche
  - Bec de corbin
  - Faux de guerre (« fauchard »)
  - Guisarme
  - Gun (Chine)
  - Hallebarde

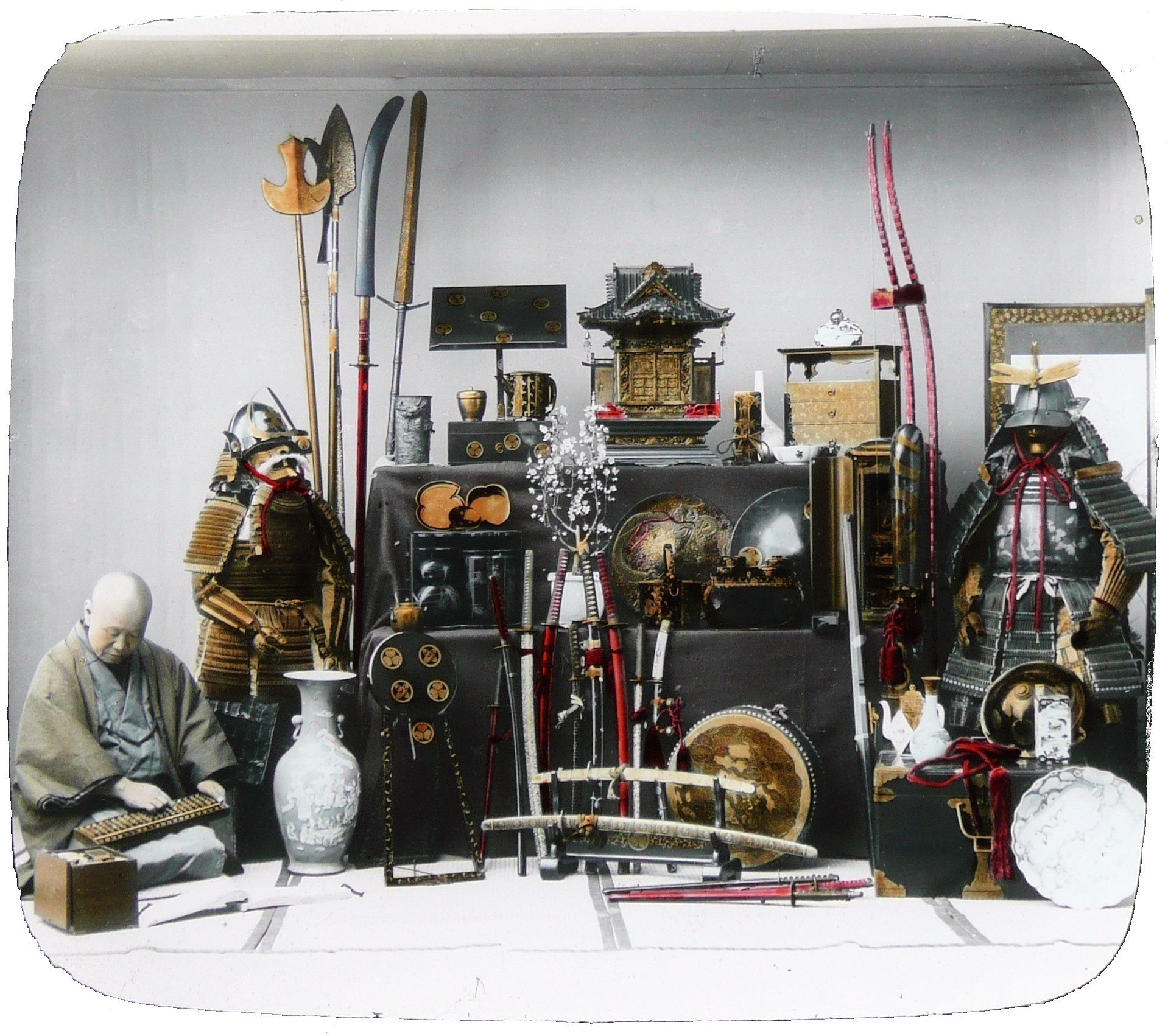
Armes blanches japonaises, vers 1892-1895.

  - Hache d'armes (« grande hache d'armes », « hache de créqui », « hache-marteau », etc.)
  - Lance
  - Naginata (Japon)
  - Pertuisane
  - Pique
  - Torimono sandōgu (Japon)
  - Vouge (« voulge », « couteau de brèche »)
  - Vouge-Guisarme
  - Yari (Japon)
- Arme de jet
  - Bolas
  - Boomerang
  - Caillou
  - Dague ou couteau de lancer
  - Fléchette
  - Francisque (hache de jet)
  - Javelot (harpon, javeline, pilum, sagaie)
  - Massue / Gourdin
  - Shuriken et étoiles  de lancer (Japon)
  - Tomahawk (Amérindiens du Nord)
- Arme contondante :
  - Bâton / Bō
  - Bouclier
  - Canne de combat (France)
  - Ceste
  - Coup-de-poing américain
  - Fléau d'armes
  - Gantelet
  - Gourdin (« massue »)
  - Nunchaku
  - Shillelagh (Irlande)

- Couteau
  - Baïonnette

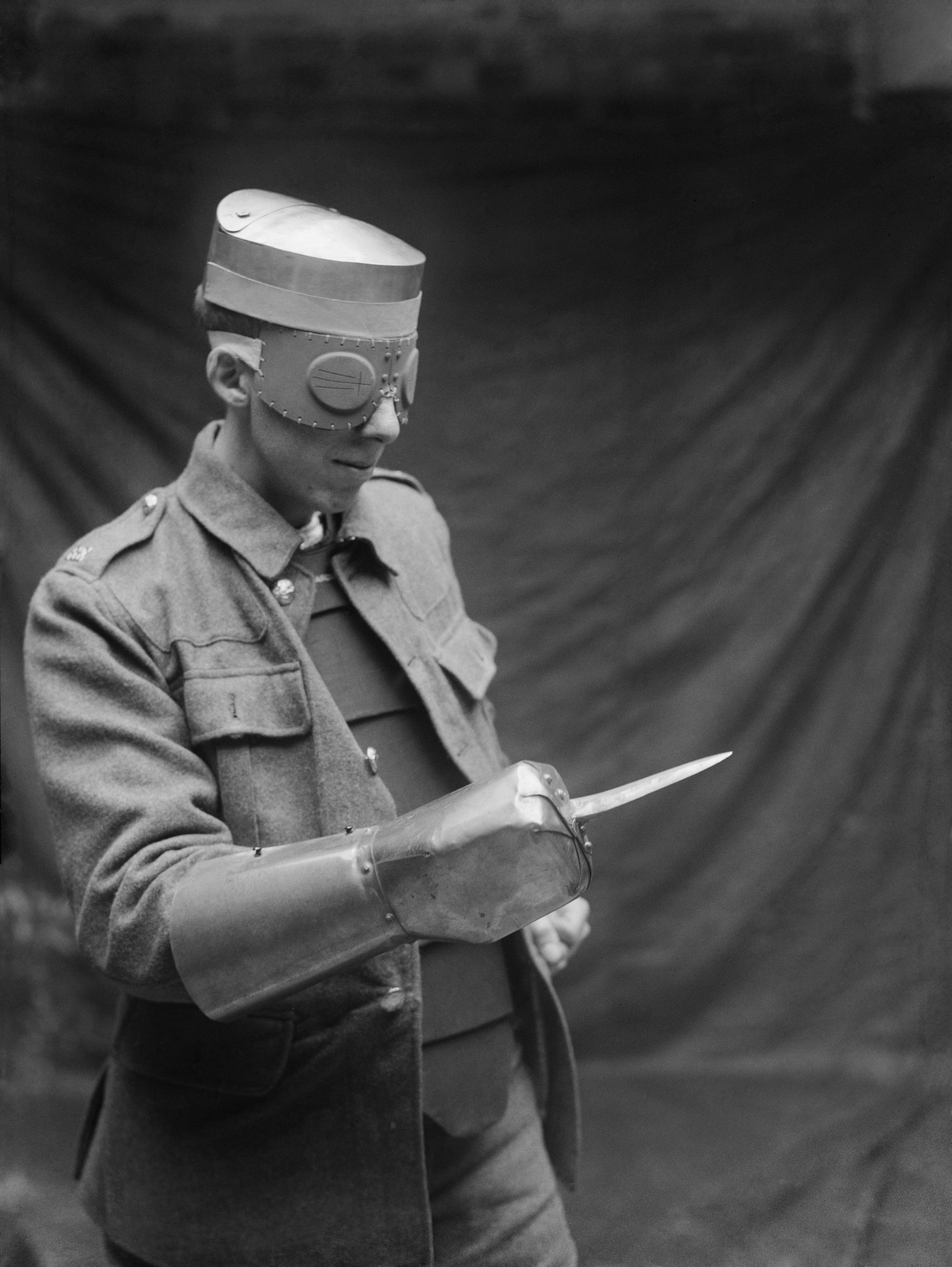
Armure personnelle datant de la Première Guerre mondiale, comprenant un capuchon en acier, un gilet en plaques d'acier, un gantelet-poignard en acier et une paire de lunettes pare-éclats.

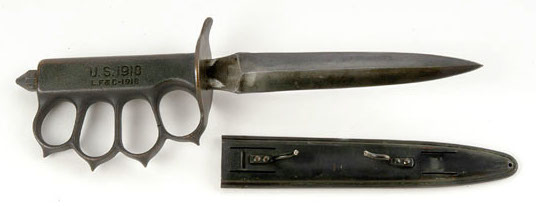
Couteau de tranchée américain Mark I (Mark I trench knife) en laiton, utilisé pendant la Première Guerre mondiale, qui combine couteau et poing américain.

  - Canif (couteau suisse, eustache, opinel, laguiole, etc.)
  - Couteau à lame rétractable
  - Couteau d'Avigliano
  - Couteau de combat
  - Couteau de cuisine
  - Kandjar (Oman, Arabie)
  - Kirpān (religion sikhe)
  - Kunaï
  - « nettoyeur de tranchées » (dague-poignard, Première Guerre mondiale)
  - Poignard
  - Scramasaxe (coutelas)
  - Stylet
  - Tanto (couteau-sabre japonais)
- Dague (entre couteau long et épée courte)
  - Dague à rouelles
  - Dirk (Écosse)
  - Khukuri (Népal)
  - Kriss (Malaisie)
  - Main-gauche
  - Percemaille
  - Poignard
- Épée
  - Braquemard
  - Broadsword (Écosse)
  - Canne-épée
  - Colichemarde (lame)
  - Épée à deux mains (« espadon », zweihänder, claymore)
  - Épée bâtarde (épée à « une main et demie »)
  - Épée de cour
  - Estoc (épée sans tranchant mais pointue, utilisée exclusivement d’estoc)
  - Flamberge (lame)
  - Fleuret
  - Glaive
  - Harpès
  - Jian (Chine)
  - Katzbalger (empire germanique)
  - Rapière
  - Reitschwert (Allemagne)
  - Schiavone (Venise, XVIIe siècle)
  - Shotel (Éthiopie)
  - Spada da lato (« épée civile », Italie)
  - Spatha (armée romaine)
  - Xiphos (« xyphos », Grèce antique)
- Flèche
  - Carreau d'arbalète
  - Kyūdō (Japon)
- Hache
  - Francisque (hache de jet)
  - Hache de guerre
  - Hache de Lochaber
  - Labrys (hache à double tranchant ou « bipenne »)
  - Tomahawk
- Marteau
  - Marteau d'armes (« marteau de guerre »)
  - Masse d'armes
- Sabre (un seul tranchant)
  - Afena (Ghana)
  - Bagua Dao (Chine)
  - Bokken (sabre d’entraînement en bois, Japon)
  - Chachka (sabre Caucasien sans garde, armée impériale russe)
  - Cimeterre
  - Daisho (paire de sabres traditionnels, Japon) : katana (sabre long japonais) et wakizashi
  - Fauchon
  - Flissa (Flyssa ou Flissah, tribus Berbères de Kabylie)
  - Kilij (Égypte et empire ottoman)
  - Latte (sabre de cavalerie non courbé, France)
  - Machette (« sabre d’abattis »)
  - Nimcha (sabre arabe)
  - Ninjatô (Japon)
  - No-dachi (grand sabre japonais)
  - Sabre briquet (France)
  - Sabre d'abordage (arme des marins et pirates du XVIIe siècle au XIXe siècle)
  - Shinai (« sabre » d'entraînement en bambou pour le kendo, Japon)
  - Tachi (sabre courbe, ancêtre du katana, Japon)
  - Tanto (couteau-sabre japonais)
  - Yatagan (Turquie)
  - Katana (sabre japonais, Japon)
- Serpe
  - Croissant
  - Faucille
  - Faux de guerre (« fauchard »)
  - Kusari chigiriki (Japon)
  - Serpette (gouzotte)

Mais aussi des armes d'une autre catégorie, telles que, par exemple : une batte de baseball, une corde (ou un garrot), etc.